# Josef Jonsson
Josef Petrus Jonsson (Enköping, 21 de junio de 1887-Norrköping, 9 de mayo de 1969) fue un compositor y crítico musical sueco.
Jonsson estudió piano y más tarde tuvo lecciones de instrumentación con Ivar Hellman. De 1922 a 1966 fue crítico en el Östergötlands Folkblad. Compuso varias sinfonía y otras obras orquestales, un concierto para violín y orquesta, una cantata, música de cámara, obras para piano y canciones.

## Obras
- Korallrevet, poema sinfónico para barítono, coro y orquesta, 1916
- Sinfonía n.º 1 "Norte", 1919-22
- Sinfonía n.º 2, 1931
- Missa solemnis, para coro, orquesta y órgano, 1934
- Sinfonía n.º 3, 1947
- Sinfonía de cámara, 1949
- Concierto para violín y orquesta, 1960
- Festival Prelude para orquesta, 1961
- Cantata para el voces, coro de mujeres, solistas, guitarra, la flauta y piano, 1962